# Xã Buffalo, Quận Dunklin, Missouri
Xã Buffalo (tiếng Anh: Buffalo Township) là một xã thuộc quận Dunklin, tiểu bang Missouri, Hoa Kỳ. Năm 2010, dân số của xã này là 1.383 người.